# イギリス領リーワード諸島の旗

イギリス領リーワード諸島の旗

イギリス領リーワード諸島の旗 (Flag of the British Leeward Islands) は、リーワード諸島がイギリスの連邦植民地（イギリス領リーワード諸島）であった時代の旗である。ブルー・エンサインに紋章が付いている。イギリスの連邦植民地は、1909年以降、各々独自の紋章を持っていた。リーワード諸島の総督は、紋章を付けたユニオンジャックを用いていた。